# 1939 a filmművészetben

## Események
A filmtörténészek és a filmrajongók gyakran úgy tekintenek vissza 1939-re, mint „a legnagyobb év a film történetében”.  Hollywood aranykora csúcsát élte, és ez különleges év volt abban a tekintetben is, hogy szokatlanul nagy számú rendkívüli film készült, amit rengeteg díjjal jutalmaztak és klasszikus alkotásokká váltak.
- április 30-szeptember 30. – A New York-i világkiállításon mutatják be Cecil B. DeMille vezetésével forgatott A szabadság országa című montázsfilmet. A film 124 játék- és híradófilm jeleneteiből készült, az USA történelméről készült átfogó mű.
- május 2. – Az angol dokumentumfilmes John Grierson vezetésével Ottawában megalakul a National Film Board of Canada. A nemzeti filmhivatal fő feladata propagandafilmek készítése.
- május – A magyarországi antiszemita törvények megtiltják, hogy 6%-os arányon felül izraelita felekezetűek filmstúdiók, filmterjesztő vállalatok és mozik vezetői legyenek, vagy rendezőként, szereplőként és forgatókönyvíróként működjenek.
- június 9. – Az 1933-ban Németországból Amerikába emigrált Marlene Dietrich Washingtonban felveszi az amerikai állampolgárságot.
- augusztus 1. – Cannes-ban megkezdődnek egy szeptember 1–20-ig tartandó filmfesztivál előkészületei. A fesztivál a második világháború kitörése miatt elmarad. Csak 1946-ban rendezik meg az első Cannes-i Nemzetközi Filmfesztivált.
- augusztus 21. A hollywoodi RKO Pictures szerződést köt a 25 éves Orson Welles színésszel és rendezővel. Welles széles körű alkotói szabadságot élvez.
- augusztus 25. – az Óz, a csodák csodája premierje az USA-ban
- október 1. – Japánban egy új filmtörvény valamennyi filmes számára kötelezővé teszi a császári trón aktív szolgálatát. Ettől kezdve állami engedély nélkül filmes nem működhet. A japán filmgyártásra a militarista, szélsőséges nacionalista beállítottság jellemző. A harmincas években több ezer harcias filmet forgattak.
- december 15. – az Elfújta a szél premierje az Egyesült Államokban

## Sikerfilmek
1. Elfújta a szél – rendező Victor Fleming és George Cukor
2. Óz, a csodák csodája – rendező Victor Fleming
3. Ninocska – rendező Ernst Lubitsch
4. The Story of Vernon and Irene Castle – rendező H.C. Potter

## Magyar filmek
- Magyar feltámadás; gyártás: 1938. december-1939. január, rendező: Csepreghy Jenő, Kiss Ferenc, szereplők: Kiss Ferenc, Tőkés Anna, Benkő Gyula, Ottrubay Melinda, Csortos Gyula, Kiss Manyi, Bihari József, Bilicsi Tivadar, Hajmássy Miklós, Gárday Lajos, Toronyi Imre, Makláry Zoltán, Sitkey Irén
- Bors István; gyártás: 1938. dec-1939. január, rendező: Bánky Viktor, szereplők: Páger Antal, Tolnay Klári, Eszenyi Olga, Mihályffy Béla, Ladomerszky Margit, Bihari József, Földényi László, Pethes Sándor, Gárday Lajos, Fáy Béla, Simon Marcsa, Boray Lajos, C. Turáni Endre, Szemlér Mária
- Vadrózsa; gyártás: 1938. december-1939. január, rendező: Pásztor Béla, szereplők: Dayka Margit, Lehotay Árpád, Simor Erzsi, Vizváry Mariska, Rózsahegyi Kálmán, Perényi László, Déry Sári, Pethes Ferenc, Dajbukát Ilona, Simon Marcsa, Kürthy György, Kökény Ilona
- Toprini nász; gyártás: 1939. január-február, rendező: Tóth Endre, szereplők: Jávor Pál, Tolnay Klári, Kiss Ferenc, Ölvedy Zsóka, Petheő Attila, Ladomerszky Margit, Keresztessy Mária, Apáthi Imre, Somogyi Nusi, Rácz Vali, Pethes Ferenc, Makláry Zoltán, Misoga László
- Szervusz, Péter!; gyártás: 1939. február-március, rendező: Szlatinay Sándor, szereplők: Páger Antal, Simor Erzsi, Mihályffy Béla, Déry Sári, Pethes Ferenc, Pálóczy László, Nagyajtay György, Hidvéghy Valéria, Kováts Terus, Dán Etelka
- Álomsárkány; gyártás: 1939. február-március, rendező: Pünkösti Andor, szereplők: Perényi László, Muráti Lili, Egry Mária, Rajnay Gábor, Ladomerszky Margit, Földényi László, Vizváry Mariska, Szemlér Mária, Makláry Zoltán, Ujlaky László, Fáy Béla, Lantos Ica
- 5 óra 40; gyártás: 1939. április, rendező: Tóth Endre, szereplők: Uray Tivadar, Tasnády-Fekete Mária, Kiss Ferenc, Makay Margit, Greguss Zoltán, Hajmássy Miklós, Köpeczi-Boócz Lajos, Peéry Piri, Pethes Sándor, Rácz Vali, Vaszary Piri, Baló Elemér, Fogarassy Mária, Hidvéghy Valéria, Kiszely Ilona, Kökény Ilona, Sugár Lajos, Egyed Lenke, Berczy Géza, Misoga László
- Nem loptam én életemben; gyártás: 1939. április-május, rendező: Balogh Béla, szereplők: Latabár Kálmán, Egry Mária, Ania Suli, Szilassy László, Bilicsi Tivadar, Pethes Sándor, Kováts Terus
- Pénz áll a házhoz; gyártás: 1939. április-május, rendező: Balogh Béla, szereplők: Németh Romola, Bilicsi Tivadar, Latabár Kálmán, Kiss Manyi, Berczy Géza, Fáy Béla, Déry Sári, Vaszary Piri, Földényi László, Kőváry Gyula, Pethes Ferenc, Pethes Sándor, Sugár Lajos, Kökény Ilona, Kováts Terus, Orsolya Erzsi, Ottrubay Melinda
- A tökéletes férfi; gyártás: 1939. április-május, rendező: Szlatinay Sándor, szereplők: Jávor Pál, Simor Erzsi, Pethes Sándor, Mihályffy Béla, Bilicsi Tivadar, Dán Etelka, Makláry Zoltán, Pethes Ferenc, Zsilley Margit, Kürthy György, Misoga László, Kökény Ilona, Kováts Terus, Szép Ilonka, Sugár Lajos
- Az utolsó Wereczkey; gyártás: 1939. június, rendező: Szlatinay Sándor, szereplők: Hajmássy Miklós, Szeleczky Zita, Hidvéghy Valéria, Bilicsi Tivadar, Vaszary Piri, Csortos Gyula, Kürthy György, Zala Karola, Ladomerszky Margit, Dán Etelka, Misoga László, Szép Ilonka
- Karosszék; gyártás: 1939. július-augusztus, rendező: Balogh Béla, szereplők: Szilassy László, Szeleczky Zita, Rajnay Gábor, Latabár Kálmán, Pataky Miklós, Kováts Terus, Egyed Lenke, Kőváry Gyula, Rácz Vali, Cserey Irma
- Két lány az utcán; gyártás: 1939. augusztus, rendező: Tóth Endre, szereplők: Tasnády-Fekete Mária, Bordy Bella, Ajtay Andor, Csortos Gyula, Vaszary Piri, Kovács Károly, Dénes György, Földényi László, Sugár Lajos, Rácz Vali, Adorján Éva, Miklós Lívia, Ádám Piri, Kelemen Lajos
- Hölgyek előnyben; gyártás: 1939. nyár, rendező: Martonffy Emil, szereplők: Szilassy László, Nagy Alice, Pethes Sándor, Kiss Manyi, Vaszary Piri, Bilicsi Tivadar, Dajbukát Ilona, Pethes Ferenc
- A miniszter barátja; gyártás: 1939. augusztus-szeptember, rendező: Bánky Viktor, szereplők: Páger Antal, Komár Júlia, Vágóné Margit, Köpeczi-Boócz Lajos, Erdélyi Mici, Dénes György, Boray Lajos, Ihász Lajos, Pálóczy László, Egyed Lenke, Kőváry Gyula, Kováts Terus, Németh Romola, Kéry Panni, Mihályffy Béla, Misoga László, Kürthy György, Nagyajtay György, Sugár Lajos, Bihari József
- Áll a bál; gyártás: 1939. augusztus-szeptember, rendező: Bánky Viktor, szereplők: Pataky Jenő, Szeleczky Zita, Simor Erzsi, Csortos Gyula, Ladomerszky Margit, Bilicsi Tivadar, Gobbi Hilda, Köpeczi-Boócz Lajos, Veszelly Pál. Sugár Lajos, Sitkey Irén, Serényi Éva, Földényi László, Bihary Nándor, Dénes György, Mihályffy Béla
- Hat hét boldogság; gyártás: 1939. szeptember, rendező: Tóth Endre, szereplők: Kiss Ferenc, Tolnay Klári, Szilassy László, Ladomerszky Margit, Mihályffy Béla, Pethes Sándor, Tompa Sándor, Pethes Ferenc, Kovács Károly, Misoga László, Szaplonczay Éva, Simon Marcsa, Hidassy Sándor
- Földindulás; gyártás: 1939. szeptember, rendező: Cserépy Arzén, szereplők: Páger Antal, Eszenyi Olga, Ungváry Gyula, Kiss Ferenc, Simon Marcsa, Keresztessy Mária, Bilicsi Tivadar, Hosszu Zoltán, Bacsányi Paula, Görbe János, Egyed Lenke, Kiszely Ilona, Boray Lajos, Gárday Lajos, Daniss Jenő, Kováts Terus
- Zúgnak a szirénák; gyártás: 1939. ősz; rendező: Csepreghy Jenő, szereplők: Greguss Zoltán, Lukács Margit, Rajnay Gábor, Zala Karola, Hidvéghy Valéria, Vértess Lajos, Mihályffy Béla, Apáthi Imre, Kürthy György, Kőváry Gyula, Kováts Terus
- Párbaj semmiért; gyártás: 1939. ősz, rendező: Martonffy Emil, szereplők: Pataky Jenő, Nagy Alice, Csortos Gyula, Berky Lili, Somlay Artúr, Vaszary Piri, Bihari József, Misoga László, Pártos Gusztáv, Pethes Sándor, Pethes Ferenc
- Mátyás rendet csinál; gyártás: 1939. ősz, rendező: Bán Frigyes, szereplők: Mály Gerő, Szilassy László, Lukács Margit, Németh Romola, Nagyajtay György, Berky Lili, Erdélyi Mici, Bihary Nándor, Feleki Kamill, Kőváry Gyula, Kökény Ilona, Szathmáry Margit, Orbán Viola, Misoga László, Adorján Éva
- Bercsényi huszárok; gyártás: 1939. ősz, rendező: Szlatinay Sándor, szereplők: Szilassy László, Szeleczky Zita, Csortos Gyula, Makay Margit, Vaszary Piri, Mihályffy Béla, Pethes Ferenc, Hidvéghy Valéria, Fáy Béla, Kökény Ilona, Adorján Éva
- Halálos tavasz; gyártás: 1939. november, rendező: Kalmár László, szereplők: Jávor Pál, Karády Katalin, Szörényi Éva, Somlay Artúr, Tasnády Ilona, Kamarás Gyula, Hidassy Sándor, Pethes Sándor, Kéry Panni, Bilicsi Tivadar, Rózsahegyi Kálmán, Bihari József, Adorján Éva, Bacsányi Paula, Szemlér Mária, Misoga László, Kürthy György
- Semmelweis; gyártás: 1939. november, rendező: Tóth Endre, szereplők: Uray Tivadar, Árpád Margit, Gózon Gyula, Ligeti Juliska, Bilicsi Tivadar, Simor Erzsi, Somlay Artúr, Mihályffy Béla, Pataky Miklós, Juhász József, Vértess Lajos, Boray Lajos, Pártos Gusztáv, Vágóné Margit, Keresztessy Mária, Kiszely Ilona, Simon Marcsa, Szathmáry Margit, Kőváry Gyula, Makláry Zoltán, Tompa Sándor, Orsolya Erzsi
- Garzonlakás kiadó; gyártás: 1939. november, rendező: Balogh Béla, szereplők: Pataky Jenő, Simor Erzsi, Juhász József, Turay Ida, Keresztessy Mária, Rajnay Gábor, id. Latabár Árpád, Kürthy György, Makláry Zoltán
- A nőnek mindig sikerül; gyártás: 1939. december, rendező: Ráthonyi Ákos (3 rövidfilm):
  - 1. Ili férjet fog, szereplők: Páger Antal, Németh Romola, Dénes György, Harczos Irén
  - 2. Napraforgós lovag, szereplők: Turay Ida, Pethes Sándor, Kőmíves Sándor, Makláry Zoltán, Tompa Sándor
  - 3. Margit-hídi kaland, szereplők: Tolnay Klári, Szilassy László, Rajnay Gábor, Veszelly Pál, Ádám Piri, Kökény Ilona
- Fűszer és csemege; gyártás: 1939. december, rendező: Ráthonyi Ákos, szereplők: Jávor Pál, Szörényi Éva, Somlay Artúr, Vizváry Mariska, Hidvéghy Valéria, Dénes György, Petheő Attila, Bihari József, Simon Marcsa, Kőmíves Sándor, Pethes Ferenc, Tompa Sándor, Berczy Géza, Fáy Béla, Sitkey Irén

## Díjak, fesztiválok
Oscar-díj (február 3.)
- Film: Így élni jó
- Rendező: Frank Capra – Így élni jó
- Férfi főszereplő: Spencer Tracy – Fiúk városa
- Női főszereplő: Bette Davis – Jezabel

Velencei Nemzetközi Filmfesztivál (augusztus 8–31.)
- Mussolini-serleg: Abuna Messias – Goffredo Alessandrini

1939-es cannes-i filmfesztivál

## Filmbemutatók
- A játékszabály (La règle du jeu) – rendező Jean Renoir
- A négy toll (The Four Feathers) – rendező Korda Zoltán
- Acélkaraván (Union Pacific) – rendező Cecil B. DeMille, főszereplő Barbara Stanwyck és Joel McCrea
- Another Thin Man – rendező W.S. Van Dyke
- Asszonylázadás – rendező George Marshall
- At the Circus – rendező Edward Buzzell
- Bachelor Mother – rendező Garson Kanin
- Barricade – rendező Gregory Ratoff
- Kék csillag (Beau Geste) – rendező William A. Wellman
- Becsületből elégtelen – főszereplő James Stewart
- Csak az angyaloknak van szárnyuk
- Későn jött boldogság (Dark Victory) – rendező Edmund Goulding
- Daughter of the Tong – rendező Bernard B. Ray
- A holnap hősei (Dodge City) – rendező Kertész Mihály
- Drums Along the Mohawk, rendező John Ford, főszereplő Henry Fonda és Claudette Colbert
- Everything Happens at Night – rendező Irving Cummings
- Frontier Marshall – rendező Allan Dwan
- Gulliver's Travels – rendező Dave Fleischer
- Gunga Din, főszereplő Cary Grant, Victor McLaglen, Douglas Fairbanks és Sam Jaffe
- Hatosfogat – rendező John Ford, főszereplő John Wayne, Claire Trevor, Berton Churchill
- Hollywood Cavalcade – rendező Irving Cummings és Malcolm St. Clair
- Jesse James – rendező Henry King
- King of the Underworld – rendező Lewis Seiler
- Mexicali Rose – rendező George Sherman
- Nem gyerekjáték
- Of Mice and Men – rendező Lewis Milestone
- Stanley and Livingstone – rendező Henry King
- A Notre Dame-i toronyőr, rendező William Dieterle, főszereplő Charles Laughton
- The Spy in Black – rendező Michael Powell
- The Women – főszereplő Norma Shearer, Joan Crawford és Rosalind Russell
- Üvöltő szelek – rendező William Wyler, főszereplő Merle Oberon, Laurence Olivier
- Jamaica fogadó – rendező Alfred Hitchcock
- Rajongás (Paradis perdu), – rendező Abel Gance
- Hulló csillagok (La fin du jour), – rendező Julien Duvivier
- Mire megvirrad (Le jour se lève) – rendező Marcel Carné
- Juarez – rendező William Dieterle
- Csapda (Pièges) – rendező Robert Siodmak
- A sátán kutyája (The Hound of the Baskervilles) – rendező Sidney Lanfield
- Az üldözött (They Made Me a Criminal) – rendező Busby Berkeley
- Kaukázusi brigád (La Brigade sauvage) – rendező Marcel L’Herbier, Jean Dréville
- Szerelem és vérpad (The Private Lives of Elizabeth and Essex) – rendező Michael Curtiz (Kertész Mihály)
- Bel Ami – rendező Willi Forst
- Alexander Graham Bell – rendező Irving Cummings
- Kedélyes szálloda  (Place de la Concorde) – rendező Karel Lamač (vagy Carl Lamac)
- Lányok a kirakatban (I grandi magazzini) – rendező Mario Camerini
- A szerelem tolvaja (Stolen Life ) – rendező Paul Czinner
- Hotel Imperial – Bíró Lajos színműve alapján készült film, rendezte Robert Florey
- Zaza  – rendező George Cukor
- A viharos húszas évek (The Roaring Twenties) – rendezte Raoul Walsh

## Rövidfilmsorozatok
- Buster Keaton (1917–1941)
- Our Gang (1922–1944)
- Laurel and Hardy (1926–1940)
- The Three Stooges (1935–1959)

## Rajzfilmsorozatok
- Krazy Kat (1925–1940)
- Mickey egér (1928–1953)
- Silly Symphonies (1929–1939)
- Bolondos dallamok (Looney Tunes) (1930–1969)
- Terrytoons (1930–1964)
- Merrie Melodies (1931–1969)
- Scrappy (1931–1941)
- Betty Boop (1932–1939)
- Popeye, a tengerész (1933–1957)
- Color Rhapsodies (1934–1949)
- Donald kacsa (1937–1956)
- Walter Lantz Cartunes (1938–1942)
- The Captain and the Kids (1938–1939)
- Goofy (1939–1955)
- Andy Panda (1939–1949)
- Nertsery Rhyme Cartoons (1939)
- Crackpot Cruise Cartoons (1939)
- Lil' Eightball (1939)
- Count Screwloose and J.R. (1939)

## Születések
- január 10. – Sal Mineo, színész († 1976)
- január 30. – Zsombolyai János, operatőr († 2015)
- február 3. – Michael Cimino, rendező († 2016)
- február 9. – Janet Suzman, színésznő
- február 28. – Paolo Bonacelli, színész
- március 5. – Samanth Eggar, színésznő
- március 29. – Terence Hill (Mario Girotti), színész
- március 26. – James Caan, színész
- április 7. – Francis Ford Coppola, rendező, producer, író
- április 12. – Alan Ayckbourn, író
- április 13. – Paul Sorvino, színész
- április 18. – Ragályi Elemér, operatőr
- május 13. – Harvey Keitel, színész
- május 19. – Nancy Kwan, színésznő
- május 25. – Ian McKellen, színész
- május 30. – Michael J. Pollard, színész
- június 14. – Schiffer Pál, filmrendező († 2001)
- június 24. – Michael Gothard, színész († 1992)
- július 22. – Terence Stamp, színész
- július 30. – Peter Bogdanovich, rendező
- július 31. – France Nuyen, színésznő
- augusztus 2. – Wes Craven, rendező, producer, író
- augusztus 12. – George Hamilton, színész
- augusztus 25. – John Badham, rendező
- augusztus 29. – Joel Schumacher, rendező
- augusztus 30. – Elizabeth Ashley, színésznő
- szeptember 1. – Lily Tomlin, színésznő
- szeptember 18. – Frankie Avalon, színész, énekes
- október 8. – Paul Hogan, színész
- október 19. – Sándor Pál, filmrendező, producer
- október 22. – Tony Roberts, színész
- október 24. – F. Murray Abraham, színész
- október 27. – John Cleese, színész
- október 28. – Jane Alexander, színésznő
- november 22. – Allen Garfield, színész

## Halálozások
- június 9. – Owen Moore, színész
- augusztus 23. – Sidney Howard, író
- szeptember 24. – Carl Laemmle, producer
- október 23. – Zane Grey, író
- december 12. – Douglas Fairbanks, színész